# Herkimer County
Herkimer County ist ein County im US-Bundesstaat New York der Vereinigten Staaten. Bei der Volkszählung im Jahr 2020 hatte das County 60.139 Einwohner und eine Bevölkerungsdichte von 16,5 Einwohnern pro Quadratkilometer. Der Verwaltungssitz (County Seat) ist Herkimer.

## Geographie
Herkimer County liegt im Nordosten des Bundesstaates New York. Die Grundmoränenlandschaft, die in der letzten Eiszeit geformt wurde, ist hügelig, im Norden gebirgig und stark bewaldet, mit einer Vielzahl meist langgestreckter Seen. Der am dichtesten besiedelte Teil des Countys liegt im Süden, während der nördliche Part nahezu unbewohnt ist.
Das County hat eine Fläche von 3.776,1 Quadratkilometern, wovon 120,4 Quadratkilometer Wasserfläche sind. Der wichtigste Wasserlauf ist der Mohawk River, der den südlichen Teil des Countys von West nach Ost durchquert und dabei das Mohawk Valley ausbildet, in dessen Bereich die Towns Frankfort, Herkimer und Little Falls sowie die Villages Mohawk und Ilion liegen. In diesem Bereich werden auch die sogenannten Herkimer Diamanten, klare, doppelendige Quarzkristalle, gefunden. Nördlich des Mohawk Valley steigt das Land in mehreren Stufen an und bildet ein gebirgiges Plateau von etwa 300 bis 500 Metern Höhe und einzelnen Bergspitzen zwischen ca. 750 und 1000 Metern Höhe.

### Umliegende Gebiete
| Lewis County               | St. Lawrence County | St. Lawrence County           |
| Lewis County Oneida County |                     | Hamilton County Fulton County |
| Madison County             | Otsego County       | Montgomery County             |

## Geschichte
Herkimer County gehörte zum Siedlungsgebiet der Irokesen.

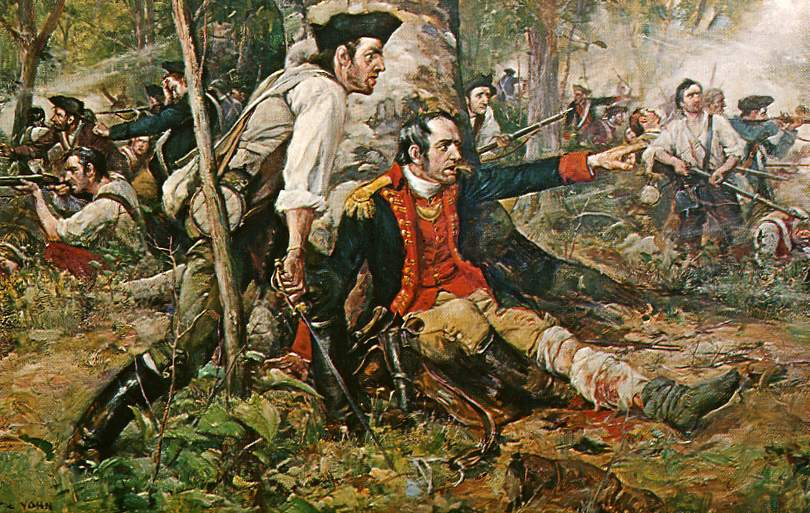
Nicholas Herkimer

Die Besiedlung des heutigen Herkimer County durch europäische Kolonisten erfolgte zunächst entlang des Mohawk River. Um 1722 entstand zunächst Little Falls, eine Kolonie von Siedlern aus der Kurpfalz. Bis zum Ende des Unabhängigkeitskrieges blieben sie praktisch die einzigen Siedler in dieser Gegend; sie teilten sich aber auf mehrere Siedlungen auf. Während des Britisch-Französischen Krieges ab 1756 wurde die Siedlung zweimal überfallen und einige Bewohner getötet oder als Kriegsgefangene fortgeführt. Auch während des Unabhängigkeitskrieges wurde die Siedlung mehrfach angegriffen sowie Gebäude und Felder zerstört. Im September 1778 wurde auch das 1772 gegründete German Flats von 300 britischen Soldaten und etwa 150 verbündeten Indianern eingenommen, die Gebäude zerstört und das Vieh getötet; zwei Einwohner fanden den Tod. Daraufhin wurden bei German Flats und bei Danube je ein befestigtes Fort errichtet, die aber von späteren Kampfhandlungen unberührt blieben.
Nach dem Ende des Unabhängigkeitskrieges 1778 ging die Kolonisierung rasch voran; etwa 10.000 Siedler aus den Neuenglandstaaten und der Ostküste siedelten sich innerhalb der nächsten 15 Jahre im Bereich des Countys an, besonders im Süden und im Zentrum. Mit der Zunahme der Bevölkerung wurde auch eine staatliche Verwaltung notwendig. So wurde das County am 16. Februar 1791 gebildet. Benannt wurde es nach Nicholas Herkimer, einem Brigadegeneral der Staatsmiliz während des Amerikanischen Unabhängigkeitskriegs, einem Sohn pfälzischer Einwanderer aus Sandhausen bei Heidelberg.
Den damaligen Gewohnheiten entsprechend war das County zunächst für die Verwaltung einer sehr großen Fläche zuständig, die bei Zunahme der Bevölkerung weiter unterteilt wurde. So wurde Onondaga County im Jahr 1794 abgetrennt, Oneida County und ein Teil von Chenango County folgten 1798. Das spätere Hamilton County wurde 1797 Montgomery County zugeschlagen. Schließlich wurden 1816 noch die Towns Richfield und Plainfield, die bis dahin zum Otsego County gehört hatten, bei der Bildung von Winfield zu Herkimer County zugeschlagen.
Mit dem Bau des Eriekanals, der 1825 fertiggestellt wurde, sowie später dem Bau der Strecken der Mohawk and Hudson Railroad (ab 1831) und der West Shore Railroad, die alle durch das Mohawk Valley geführt wurden, entstanden neue Industriezentren und Produktionsstätten entlang dieser Verkehrswege zwischen den Zentren der Ostküste und den Großen Seen im Westen.
Da es sich bei der Produktion in diesen Zentren in erster Linie um Veredelungen lokaler Produkte handelte, blieb die Wirtschaft des Countys während des Bürgerkrieges, der Weltwirtschaftskrise von 1929 sowie durch den Zweiten Weltkrieg weitgehend unberührt. Auch der Niedergang der Eisenbahnlinien in den 1950er und 1960er Jahren ließ die Industrie unbeeinflusst, weil durch den Neubau von Schnellstraßen durch das Mohawk Valley die Transportmöglichkeiten nur geändert, nicht verringert wurden. Seit den 1980er Jahren wird verstärkt auch der Tourismus als Einnahmequelle genutzt, der die Weiten des nördlichen Hinterlandes des Countys mit der guten Verkehrsanbindung des Mohawk Valley verbindet.

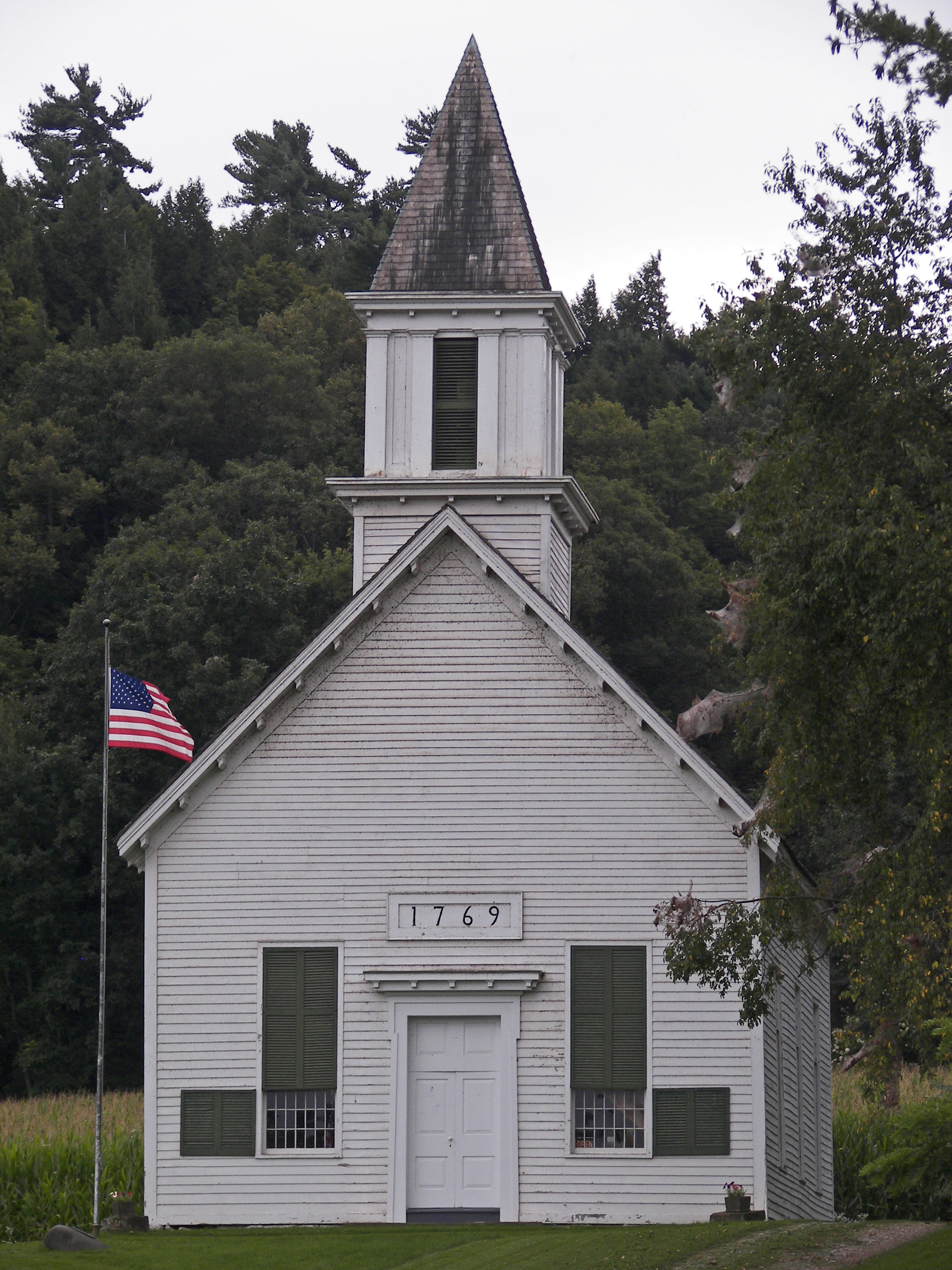
Indian Castle Church (2009) im Mohawk Upper Castle Historic District

Zwei Orte haben den Status einer National Historic Landmark, der New York State Barge Canal und der Mohawk Upper Castle Historic District. 62 Bauwerke und Stätten des Countys sind insgesamt im National Register of Historic Places eingetragen (Stand 18. Februar 2018).

### Einwohnerentwicklung
| Jahr      | 1800   | 1810   | 1820   | 1830   | 1840   | 1850   | 1860   | 1870   | 1880   | 1890   |
| --------- | ------ | ------ | ------ | ------ | ------ | ------ | ------ | ------ | ------ | ------ |
| Einwohner | 14.479 | 22.046 | 31.017 | 35.870 | 37.477 | 38.244 | 40.561 | 39.929 | 42.669 | 45.608 |
| Jahr      | 1900   | 1910   | 1920   | 1930   | 1940   | 1950   | 1960   | 1970   | 1980   | 1990   |
| Einwohner | 51.049 | 56.356 | 64.962 | 64.006 | 59.527 | 61.407 | 66.370 | 67.633 | 66.714 | 65.797 |
| Jahr      | 2000   | 2010   | 2020   | 2030   | 2040   | 2050   | 2060   | 2070   | 2080   | 2090   |
| Einwohner | 64.427 | 64.519 | 60.139 |        |        |        |        |        |        |        |

## Städte und Gemeinden
Zusätzlich zu den unten angeführten selbständigen Gemeinden gibt es im Herkimer County mehrere villages, die von den jeweils übergeordneten towns mitverwaltet werden.
| Ortschaft         | Status | Einwohner (2010) | Gesamte Fläche [km²] | Landfläche [km²] | Bevölkerungsdichte [Einwohner / km²] | Gründung      | Besonderheit                                             |
| ----------------- | ------ | ---------------- | -------------------- | ---------------- | ------------------------------------ | ------------- | -------------------------------------------------------- |
| Columbia          | town   | 1.580            | 90,9                 | 90,8             | 17,4                                 | 8. Juni 1812  |                                                          |
| Danube            | town   | 1.039            | 76,7                 | 76,0             | 13,7                                 | 7. Apr. 1817  |                                                          |
| Fairfield         | town   | 1.627            | 107,4                | 107,0            | 15,2                                 | 19. Feb. 1796 |                                                          |
| Frankfort         | town   | 7.636            | 94,6                 | 94,3             | 87,0                                 | 5. Feb. 1796  |                                                          |
| German Flatts     | town   | 13.258           | 88,6                 | 87,3             | 151,9                                | 24. März 1772 | Gegründet als district; zur town ernannt am 7. März 1788 |
| Herkimer          | town   | 10.175           | 83,5                 | 82,0             | 124,1                                | 7. März 1788  | County Seat                                              |
| Litchfield        | town   | 1.513            | 77,8                 | 77,7             | 19,5                                 | 5. Feb. 1796  |                                                          |
| Little Falls City | city   | 4.946            | 10,3                 | 9,9              | 500,0                                | 1895          |                                                          |
| Little Falls      | town   | 1.587            | 58,3                 | 57,9             | 27,4                                 | 16. Feb. 1829 |                                                          |
| Manheim           | town   | 1.587            | 76,9                 | 75,5             | 21,0                                 | 7. Apr. 1817  |                                                          |
| Newport           | town   | 2.302            | 84,1                 | 82,9             | 27,8                                 | 7. Apr. 1806  |                                                          |
| Norway            | town   | 762              | 92,9                 | 92,1             | 8,3                                  | 10. Apr. 1796 |                                                          |
| Ohio              | town   | 1.002            | 796,6                | 780,5            | 1,3                                  | 11. Apr. 1823 |                                                          |
| Russia            | town   | 2.587            | 156,5                | 147,5            | 17,5                                 | 7. Apr. 1806  |                                                          |
| Salisbury         | town   | 1.958            | 281,0                | 278,1            | 7,0                                  | 7. Apr. 1817  |                                                          |
| Schuyler          | town   | 3.420            | 104,2                | 103,3            | 33,1                                 | 10. Apr. 1792 |                                                          |
| Stark             | town   | 757              | 82,5                 | 82,4             | 9,2                                  | 18. März 1828 |                                                          |
| Warren            | town   | 1.143            | 98,7                 | 97,9             | 11,7                                 | 5. Feb. 1796  |                                                          |
| Webb              | town   | 1.807            | 1254,3               | 1171,4           | 1,5                                  | 1896          |                                                          |
| Winfield          | town   | 2.086            | 61,3                 | 61,2             | 34,1                                 | 17. Apr. 1816 |                                                          |